# Cerro La Conejera
Cerro La Conejera är en kulle i Colombia.   Den ligger i departementet Bogotá, i den centrala delen av landet, 18 km norr om huvudstaden Bogotá. Toppen på Cerro La Conejera är 2 665 meter över havet.
Terrängen runt Cerro La Conejera är kuperad åt nordost, men åt sydväst är den platt. Runt Cerro La Conejera är det mycket tätbefolkat, med 4 188 invånare per kvadratkilometer. Närmaste större samhälle är Bogotá, 18,4 km söder om Cerro La Conejera. Runt Cerro La Conejera är det i huvudsak tätbebyggt.